# Louis Yamaguchi
Louis Yamaguchi (山口 瑠伊, Yamaguchi Louis, La Garenne-Colombes, 28 mei 1998) is een Japans voetballer die als doelman speelt bij Extremadura UD.

## Clubcarrière
Yamaguchi begon zijn carrière in 2017 bij Extremadura UD.

## Interlandcarrière
Yamaguchi speelde met het nationale elftal voor spelers onder de 20 jaar op het WK –20 van 2017 in Zuid-Korea.